# Ptychosperma
Ptychosperma é um género botânico pertencente à família Arecaceae.

## Espécies do Gênero Ptychosperma
- Ptychosperma advenum
- Ptychosperma alba
- Ptychosperma alexandrae
- Ptychosperma ambiguum
- Ptychosperma angustifolia
- Ptychosperma apendiculata
- Ptychosperma elegans
- Ptychosperma bleeseri
- Ptychosperma gracile
- Ptychosperma hentyi
- Ptychosperma macarthurii
- Ptychosperma waitianum

1. ↑  «Ptychosperma — World Flora Online». www.worldfloraonline.org. Consultado em 19 de agosto de 2020